# Виланова д'Албенга
Виланова д'Албенга (итал. Villanova d'Albenga) је насеље у Италији у округу Савона, региону Лигурија.
Према процени из 2011. у насељу је живело 2171 становника. Насеље се налази на надморској висини од 34 м.

## Становништво
| 1931. | 1936. | 1951. | 1961. | 1971. | 1981. | 1991. | 2001. | 2011. |
| ----- | ----- | ----- | ----- | ----- | ----- | ----- | ----- | ----- |
| 1.109 | 1.183 | 1.075 | 1.099 | 1.132 | 1.352 | 1.681 | 1.991 | 2.522 |